# 正田守
正田 守（しょうだ まもる、1945年 - ）は、日本の医師・政治家。元広島県議会議員・広島市議会議員。

## 経歴
広島市佐伯区出身。広島大学医学部卒業後、広島逓信病院（広島はくしま病院の前身）勤務を経て広島市西区に正田病院を開業。医師の傍ら、広島市議・広島県議を各1期歴任。その後、広島市長選に立候補した。その他、広島新聞社、西日本放送センターを経営し、福山市では学校法人梅園学園を経営した。山口市では、日本公務員学校の教員を務めた。
政界を退いた後も病院・診療所・特別養護老人ホームを経営し、病院・診療所は、福島県、東京都、神奈川県、大阪府、兵庫県、岡山県、広島県、山口県、福岡県、熊本県に40箇所余りを経営した。
また、萩女子短期大学（山口県萩市）の学長・理事長も務めた。

## 選挙活動
- 1979年4月 広島市議会議員に当選。34歳。無所属 = 新自由クラブ推薦。
- 1983年4月 広島県議会議員（広島市東区）に当選。38歳。無所属。
- 1987年2月 広島市長に落選。42歳。無所属 = 自民党党籍証明。1987年広島市長公用車への暴力団車両衝突事件を起こす。
- 1991年2月 広島市長に落選。46歳。無所属。